# Drymaria engleriana
Drymaria engleriana är en nejlikväxtart som först beskrevs av Muschler, och fick sitt nu gällande namn av Charles Baehni och J. F. Macbr. Drymaria engleriana ingår i släktet Drymaria och familjen nejlikväxter. Utöver nominatformen finns också underarten D. e. devia.